# Pyramica formosus
Pyramica formosus är en myrart som först beskrevs av Terayama, Lin och Wu 1995.  Pyramica formosus ingår i släktet Pyramica och familjen myror. Inga underarter finns listade i Catalogue of Life.